# Pablo Maffeo
Pablo Carmine Maffeo Becerra (* 12. Juli 1997 in Sant Joan Despí) ist ein spanischer Fußballspieler. Der Abwehrspieler wechselte bereits als Jugendlicher nach England und kam zu mehreren Einsätzen für diverse spanische Juniorennationalmannschaften. Er spielt seit Juli 2021 für den RCD Mallorca.

## Karriere

### Verein
Maffeo begann beim FC Levante Las Planas in seinem Heimatort Sant Joan Despí vor den Toren Barcelonas mit dem Fußballspielen und wechselte bereits als Sechsjähriger zu Espanyol Barcelona, wo er im Alter von 15 Jahren bereits einmal für die zweite Mannschaft in der drittklassigen Segunda División B spielte. Im Sommer 2013 wechselte er nach England zu Manchester City. Dort spielte er zunächst in der zweiten Mannschaft sowie in der A-Jugend in der UEFA Youth League. Bei der ersten Mannschaft saß er bei einigen Ligaspielen und in der UEFA Champions League auf der Bank, ohne jedoch eingewechselt zu werden.
Mitte Januar 2016 wechselte Maffeo bis zum Ende der Saison 2015/16 auf Leihbasis zum spanischen Zweitligisten FC Girona. Bis zum Saisonende kam er in zehn Ligaspielen zum Einsatz.
Zur Saison 2016/17 kehrte Maffeo zu Manchester City zurück und kam unter dem Trainer Pep Guardiola in der Qualifikation zur UEFA Champions League, in der Champions-League-Gruppenphase sowie im League Cup jeweils einmal zum Einsatz.
Zum 1. Januar 2017 kehrte Maffeo zunächst bis zum Saisonende auf Leihbasis zum FC Girona zurück. Bis zum Ende der Spielzeit steuerte er in 14 Ligaeinsätzen einen Treffer zum Aufstieg in die Primera División bei. Im Juli 2017 wurde die Leihe für die Saison 2017/18 verlängert. Maffeo spielte 33 Mal in der Primera División und erzielte einen Treffer.
Zur Saison 2018/19 kehrte Maffeo nicht zu Manchester City zurück, sondern wechselte in die Bundesliga zum VfB Stuttgart, bei dem er einen Vertrag mit einer Laufzeit bis zum 30. Juni 2023 erhielt. Bei den Schwaben kam Maffeo lediglich 8-mal in der Bundesliga-Hinrunde zum Einsatz und wurde ohne weitere Spielminuten im April 2019 bis auf Weiteres vom Mannschaftstraining freigestellt. Ohne Maffeo stieg der VfB in der Folge nach der verlorenen Relegation gegen Union Berlin in die 2. Bundesliga ab.
Zur Saison 2019/20 kehrte Maffeo für ein Jahr auf Leihbasis zum FC Girona zurück, der in der Vorsaison in die Segunda División abgestiegen war. Er absolvierte 32 Ligaspiele (30 von Beginn) und erreichte mit der Mannschaft auf dem 5. Platz die Aufstiegs-Play-offs. Dort scheiterte der FC Girona im Finale am FC Elche. Durch das Verpassen des Aufstiegs griff die ausgehandelte Kaufpflicht nicht, weshalb Maffeo den Verein verließ.
Zur Saison 2020/21 kehrte Maffeo jedoch nicht zum VfB Stuttgart zurück, sondern wechselte für ein Jahr auf Leihbasis in die Primera División zum Aufsteiger SD Huesca, der über eine Kaufoption verfügte. Er kam 25-mal (alle von Beginn) in der Primera División zum Einsatz und erzielte ein Tor. Die SD Huesca stieg jedoch auf dem drittletzten Platz wieder in die Segunda División ab.
Auch zur Saison 2021/22 kehrte er nicht zum VfB zurück, sondern blieb in Spanien und wechselte für ein Jahr auf Leihbasis zum Erstliga-Aufsteiger RCD Mallorca. Die Vereinbarung enthielt zudem eine Kaufpflicht im Fall des Klassenerhalts. Da Mallorca die Saison als 16. beendete und dementsprechend in der Primera División verblieb, griff diese Kaufpflicht am Ende der Saison.

### Nationalmannschaft
Maffeo spielte bislang neunmal für spanische Juniorennationalmannschaften.

## Erfolge
- Aufstieg in die Primera División: 2017